# Chrysococcyx russatus
El cuclillo de Gould (Chrysococcyx russatus) es una especie de ave cuculiforme de la familia Cuculidae que vive en el Sudeste Asiático y Australasia. Hasta 2008 se consideraba una subespecie de cuclillo menudo.

## Distribución y hábitat
Se encuentra en Indonesia, Malasia, Papúa Nueva Guinea, el este de Australia y el sur de Filipinas.